# Тибор Кемењ
Тибор Кемењ (мађ. Kemény Tibor; Будимпешта, 5. март 1913 — Будимпешта, 25. септембар 1992) био је мађарски фудбалер и тренер, који је играо као нападач за Ференцварош и репрезентацију Мађарске (9 утакмица). Био је део тима на Светском првенству 1934. Одиграо је једну утакмицу на Светском првенству, против Аустрије у четвртфиналу (Мађарска је изгубила 2-1).
Као тренер водио је Ујпешт у сезони 1949/50, и Олимпијакос 1957/58. Са Олимпијакосом је освојио дуплу круну у јединој сезони у којој је био тренер тима. Формација коју је најчешће користио је 4-2-4, а са њим као тренером Олимпијакос је играо сјајан фудбал, који је Мартон Букови наставио када је дошао у Пиреј.
Кемењ је такође водио МТК 1955. године, водећи тим до освајања Митропа купа. Такође је био тренер Заглебље из Сосновјеца.

## Трофеји као играч
Ференцварош
- Мађарска лига (5)
- 1932, 1934, 1938, 1940, 1941.
- Куп Мађарске (5)
- 1933, 1935, 1942, 1943, 1944
- Митропа куп (1)
- 1937. године

## Титуле као тренер
МТК
- Митропа куп (1)
- 1955. године

Олимпијакос
- Грчка лига (1)
- 1958
- Куп Грчке (1)
- 1958